# Blatenský potok (přítok Černé)
Blatenský potok (německy Breitenbach) je horský potok v Krušných horách v Karlovarském kraji, levostranný přítok Černé na území Saska. Délka toku měří 7,34 km.
Plocha jeho povodí měří 26,5 km².

## Průběh toku
Potok pramení v nadmořské výšce 905 metrů přibližně 1,5 km jihozápadně od Horní Blatné na severním úpatí Liščí hory. Nejprve teče asi jeden kilometr východním směrem, přibírá zprava několik drobných potůčků, poté se směr toku mění na severní. Nedaleko západního okraje Horní Blatné přibírá zprava umělý přivaděč, technickou památku Blatenský příkop, který v minulosti přiváděl vodu z povodí říčky Černé pro zásobování báňských provozů v okolí Horní Blatné. Potok pokračuje severozápadním směrem podél silnice z Horní Blatné do Potůčků. Přibírá zleva dva drobné potoky, nejprve Tichý potok, později Prudký potok a ve Stráni, místní části Potůčků, se do něj zleva vlévá Hraniční potok. Zde již potok teče v délce 0,7 km po Česko-německé státní hranici. Po opuštění státní hranice se po dalších asi 700 m, již na německém území, vlévá zleva do Černé. Soutok se nachází nedaleko vlakového nádraží v Johanngeorgenstadtu. Na německém území nese Blatenský potok název Breitenbach.